# District de Jylyoï
Le  district de Jylyoï (en kazakh : Жылыой ауданы, en russe : Жылыойский район) est un district de l'oblys d'Atyraou à l’ouest du Kazakhstan. Son centre administratif est la localité de Koulsary. 

## Démographie
Le recensement de 2009 montre une population de 70 156 habitants, en progression par rapport à celle de 1999 (57 052 habitants).